# Allium lachnophyllum
Allium lachnophyllum là một loài thực vật có hoa trong họ Amaryllidaceae. Loài này được Paine mô tả khoa học đầu tiên năm 1875.